# 丹妮拉·鲍默
丹妮拉·鲍默（德語：Daniela Baumer，1971年9月8日—），瑞士女子皮划艇运动员。她曾代表瑞士参加1996年夏季奥林匹克运动会皮划艇比赛，获得女子四人皮艇500米银牌。